# Karpatiosorbus tauricola
Karpatiosorbus tauricola — вид квіткових рослин родини трояндових (Rosaceae).

## Біоморфологічна характеристика
Це дерево 4–8 метрів заввишки. Листки виразно лопатеві, знизу сіро-повстяні, в обрисі широко-яйцюваті, з 4–5 парами зубців, 6–10 см завдовжки. Плоди яскраво-жовтогарячі, довгасті, 12–14 мм завдовжки, без сочевичок.

## Поширення
Ендемік Криму.
Зустрічається на вапнякових скелях у лісистих районах.
В Україні росте у лісах — у гірському Криму, спорадично.

## Загрози
Загрозою для цього виду є вирубка лісів і вселення в ліси чужорідних видів.